# عقد 1330 هـ
عقد 1330 هـ هو الفترة بين عام 1330 إلى 1339 في التقويم الهجري، أي العشر سنوات الرابعة من القرن الرابع عشر الهجري.